# Сражение при Орловец
Сражениета при Орловец или Бислим е битка между чета на Вътрешната македоно-одринска революционна организация и сръбски части, развила се на 27, 28 и 29 август 1915 година край Куманово.

## История
| Кумановска чета на Кръсто Лазаров, 28 май - 7 август 1915 година | Кумановска чета на Кръсто Лазаров, 28 май - 7 август 1915 година | Кумановска чета на Кръсто Лазаров, 28 май - 7 август 1915 година | Кумановска чета на Кръсто Лазаров, 28 май - 7 август 1915 година | Кумановска чета на Кръсто Лазаров, 28 май - 7 август 1915 година |
| Номер                                                            | Име                                                              | Селище                                                           | Околия                                                           | Забележка                                                        |
| ---------------------------------------------------------------- | ---------------------------------------------------------------- | ---------------------------------------------------------------- | ---------------------------------------------------------------- | ---------------------------------------------------------------- |
| 1.                                                               | Тодос Арсенов                                                    | Малино                                                           | Кумановско                                                       |                                                                  |
| 2.                                                               | Милан Костадинов                                                 | Живино                                                           | Кумановско                                                       |                                                                  |
| 3.                                                               | Арсен Божинов                                                    | Павлишенци                                                       | Кумановско                                                       |                                                                  |
| 4.                                                               | Тодор Тошанов                                                    | Щип                                                              | Щипско                                                           |                                                                  |
| 5.                                                               | х. Траян Петков                                                  | Винци                                                            | Кумановско                                                       |                                                                  |
| 6.                                                               | Нане Десподов                                                    | Кратово                                                          | Кратовско                                                        |                                                                  |
| 7.                                                               | Саздо Ямболов                                                    | Кратово                                                          | Кратовско                                                        |                                                                  |
| 8.                                                               | Атанас Славов                                                    |                                                                  |                                                                  |                                                                  |
| 9.                                                               | Петруш Арсов                                                     | Облавци                                                          | Кумановско                                                       |                                                                  |
| 10.                                                              | Георги Васев                                                     | Преод                                                            | Щипско                                                           |                                                                  |
| 11.                                                              | Величко Кръстев                                                  | Шупли камен                                                      | Кумановско                                                       |                                                                  |
| 12.                                                              | Богдан Божинов                                                   | Нагоричино                                                       | Кумановско                                                       |                                                                  |
| 13.                                                              | Величко Спасов                                                   | Нагоричино                                                       | Кумановско                                                       |                                                                  |
| 14.                                                              | Донко Трайков                                                    | Нагоричино                                                       | Кумановско                                                       |                                                                  |
| 15.                                                              | Дончо Йосифов                                                    | Кетеново                                                         | Кратовско                                                        |                                                                  |
| 16.                                                              | Лазо Велков                                                      | Дивле                                                            | Скопско                                                          |                                                                  |
| 17.                                                              | Ильо Трайков                                                     | Коняри                                                           | Скопско                                                          |                                                                  |
| 18.                                                              | Томе Трайков                                                     | Коняри                                                           | Скопско                                                          |                                                                  |
| 19.                                                              | Гани Арсов                                                       | Пезово                                                           | Скопско                                                          |                                                                  |
| 20.                                                              | Йосе Йонев                                                       | Куманово                                                         | Кумановско                                                       |                                                                  |
| 21.                                                              | Гаврил                                                           |                                                                  |                                                                  |                                                                  |

След като Кумановско попада в Сърбия след Междусъюзническата война, през лятото на 1915 година войводата на ВМОРО Кръстьо Лазаров заедно с Величко Спасов организира българска чета, която навлиза в Македония на 1 юни 1915 година. Още на границата е открита от сръбски стражари и на 9 юни води целодневно сражение в местността Островица между кумановските села Габреш, Живине и Колицко, в което са убити 9 сръбски войници, а четата не дава жертви.
След това четата е предадена в местността Орловец или Бислим южно от Куманово, на десния бряг на река Пчиня. Четата е обградена на възвишението Орловец (493 m) от три дружини редовна войска с артилерия. След продължиелно сражение на 27, 28 и 29 август 1915 година сръбските части дават десетки убити и ранени, а жертвите на четата са 12 убити и 7 ранени, включително и войводата. От отделението на Спасов загиват всичките 6 четници с изключение на него. Според други данни от общо 39 български четници загиват 24.
След частичното освобождение през 1941 година, на 15 септември 1942 година в местността Орловец е поставен петметров кръст и е организирано поклонение. Присъстват Кръстьо Лазаров и двамата оцелели четници Траян Стойчев и Величко Спасов и 20 000 души от околията. Архимандрит Стефан отслужва панихида в памет на загиналите четници, на която присъства делегация на Кумановското благотворително братство, кметът на Кюстендил Георги Ефремов, конен взвод и работници от Скопие. Областният директор Димитър Раев обявява, че цар Борис III е наградил войводата с орден „Свети Александър“ V степен, а живите му другари с орден „Свети Александър“ VI степен.
Поставена е паметна плоча, на която пише:
| „ | Тукъ на 27, 28 и 29 августъ, 1915 г. (старъ стилъ) кумановската чета на Кръстьо Лазаровъ Кумановски, води кръвопролитенъ бой съ многобройна сръбска войска и показа на свѣта какъ с бори и умира македонскиятъ българинъ за всебългарското освобождение и обединение. Вѣчна слава на войводата и неговитѣ четници. | “ |